# Понпейці

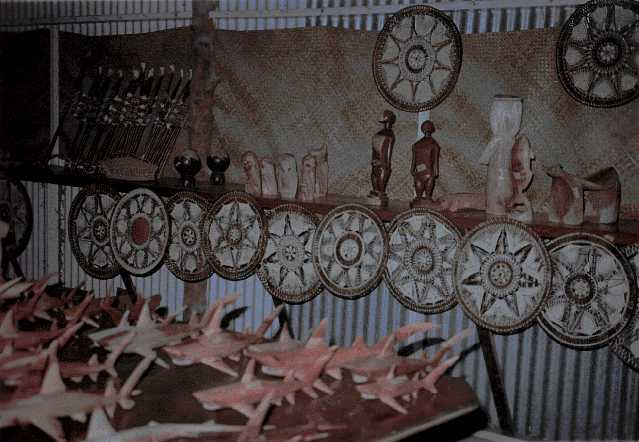
Сувеніри понпейців

Понпейці — мікронезійський народ, корінне населення острова Понпеї, політично відноситься до Федеративним Штатам Мікронезії. Чисельність - 28 тисяч осіб. Мова - понпеї, мікронезійської гілки австронезійської сім'ї мов. За релігії - католики і  протестанти, зберігають і традиційні культи.
Географічне розташування острова на перетині шляхів призвело до того, що понпейці давно змішані з філіппінцями, полінезійцями, меланезійцями, японцями. Побут, культура, соціальний устрій близькі загальномікронезійським. Особливо близькі по культурі сусіднім народам чуукцям і косрае.